# 残剑震江湖
《残剑震江湖》又名《行行出状元》，2002年在中国大陆上映的古装剧，导演李惠民，主演任泉、乔振宇。

## 演员
- 任泉 出演 长乐太子
- 乔振宇 出演 许三元
- 张铁林 出演 严康
- 徐路 出演 童芊
- 夏雨 出演 王小虎
- 梁小冰 出演 凤阳公主
- 尤勇 出演 许精忠
- 李琦 出演 红胡子
- 高鑫 出演 柳飞腾
- 史可 出演 红辫子
- 岳跃利 出演 县官
- 潘虹 出演 王谨言
- 曹秋根 出演 童三
- 李进荣 出演 李天成
- 刘嘉悦 出演 钱珊珊
- 姜黎黎 出演 蔡素玉
- 张谦 出演 童苏
- 张盛超 出演 小南
- 张晋 出演 强盗
- 刘长生 出演 厂公
- 刘卫华 出演 钱老爷

## 曲目
| 曲序 | 曲目                         |        | 作曲   | 歌手   |
| ---- | ---------------------------- | ------ | ------ | ------ |
| 1.   | 《三个人一个约会》（主题曲） | 林夕   | 陈珊妮 | 郑秀文 |
| 2.   | 《死心塌地》（插曲）         | 李天华 | 李天华 | 李鑫   |